# کنی لیک (آلاسکا)
کنی لیک (به انگلیسی: Kenny Lake) شهری در ناحیه سرشماری والدز-کوردووا ایالت آلاسکا است که جمعیت آن در سرشماری سال ۲۰۰۰ میلادی ۴۱۰ نفر بوده‌است.